# Chal Mere Bhai
Chal Mere Bhai (Hindi: चल मेरे भाई, cal mere bhāī; wörtl.: Komm, mein Bruder) ist eine Hindi-Film-Komödie von David Dhawan aus dem Jahr 2000. Der Filmmusik erreichte in Indien die Top 15 der meistverkauften Alben des Jahres 2000.

## Handlung
Vicky Oberoi und die junge hübsche Piya sind ein Liebespaar und hoffen, dass sie bald heiraten können. Unglücklicherweise stirbt Piya bei einem Unfall, was Vicky das Herz bricht. Nachdem er zur Ruhe gekommen ist, übernimmt er das Geschäft der Familie. Dort bewirbt sich Sapna Mehra als seine Sekretärin, obwohl sie keine Erfahrung in diesem Beruf hat. Da Vicky es ablehnt, sie einzustellen, verlässt sie tränenüberströmt das Büro und stößt dabei mit Vickys Vater Balraj zusammen, der Mitleid mit ihr und ihr doch die Anstellung gibt. Vicky will sich nicht gegen seinen Vater stellen und akzeptiert dessen Entscheidung, wenn auch widerwillig. Am nächsten Tag trifft Sapna auf dem Weg zur Arbeit zufällig Prem, Vickys jüngeren Bruder. Bald verlieben sich die beiden ineinander. Als Vicky in eine Schlägerei gerät und ins Krankenhaus muss, kümmert sich Sapna in ihrer freien Zeit um ihn. Die Oberoifamilie findet, dass sie eine gute Frau für Vicky wäre und wollen, dass er sie heiratet. Vicky akzeptiert die Entscheidung der Familie. Noch bevor Prem der Familie erzählen kann, dass er und Sapna sich lieben, erfährt er, dass sein Bruder Sapna heiraten soll, und will ihm zuliebe auf Sapna verzichten. Schließlich trauert Vicky schon viel zu lange um seine verstorbene Freundin Piya. Damit Sapna sich von Prem löst behauptet er, dass er nur mit ihr gespielt hätte und seine Liebe nicht echt gewesen wäre. Sapna willigt mit gebrochenem Herzen in die Heirat mit Prems Bruder ein, aber Vicky findet noch vor der Hochzeit die Wahrheit heraus. Er bittet Sapna und Prem zu sich, um die geplante Hochzeit abzusagen. Die jungen Leute sind glücklich und auch Vicky ist mit seiner Entscheidung zufrieden.
Die letzte Szene impliziert, dass Vicky eine neue Liebe findet, als  Pooja, eine neue Sekretärinnenanwärterin, sein Büro betritt.

## Kritiken
Sharmila Taliculam von Rediff.com schrieb: „‚Chal Mere Bhai‘ soll eine Botschaft über Liebe, Brüderlichkeit, Opferbereitschaft und Familienwerte vermitteln.“ „Aber die Geschichte ähnelt so vielen anderen Filmen, zuletzt ‚Dillagi‘, dass das Wort ‚Unterhaltung‘ hier verloren geht.“ Daher kann man auf diesen Film auch bequem verzichten.
Taran Adarsh von IndiaFM gab dem Film 1 von 5 Sternen und schrieb, dass „Regisseur David Dhawan ein besseres Drehbuch hätte wählen sollen […]. Dem Film mangelt es an Substanz, was sein größter Fehler ist. An den Kinokassen hat ‚Chal Mere Bhai‘ schwache Vorzüge und wird es schwer haben, sich durchzusetzen.“